# Anglity
Anglity (Duits: Angnitten) is een plaats in het Poolse district  Elbląski, woiwodschap Ermland-Mazurië. De plaats maakt deel uit van de gemeente Pasłęk en telt 60 inwoners.